# تيري كيرن
تيري كيرن (بالإنجليزية: Terry Kern)‏ هو متزلج قفز أمريكي، ولد في القرن العشرين في دولوث في الولايات المتحدة.

## وصلات خارجية
- تيري كيرن على موقع الاتحاد الدولي للتزلج (القفز التزلجي) (الإنجليزية)
- تيري كيرن على موقع أوليمبيديا (الإنجليزية)